# Nyctiophylax bidentatus
Nyctiophylax bidentatus is een fossiele soort schietmot uit de familie Polycentropodidae.